# Pavel Abramov
Pavel Abramov, född 23 april 1979 i Moskva, är en rysk volleybollspelare.
Abramov blev olympisk bronsmedaljör i volleyboll vid sommarspelen 2004 i Aten.